# Alan Shugart
Alan Field Shugart (27. září 1930, Los Angeles – 12. prosince 2006, Monterey) byl americký technik, počítačový odborník, vynálezce a podnikatel. Proslul vynálezem disketové mechaniky počítače.

## Život
Vystudoval strojařinu na Redlands University, absolvoval roku 1951. Den po promoci nastoupil do IBM. Podílel se zde na vývoji první diskové jednotky Ramac (1955, 1959 v prodeji). V roce 1967 v IBM spolu s Davidem Noblem vynalezl paměťové zařízení pro počítač, ve kterém rotuje výměnné magnetické médium, na nějž jsou přitlačeny kombinované čtecí a zápisové hlavy. Shugart vyvíjel především disketovou mechaniku, Noble samotnou disketu. V roce 1969 opustil IBM a odešel do firmy Memorex. Roku 1972 pak založil vlastní firmu Shugart Associates, z níž byl ovšem časem vytlačen a založil Seagate technology. V roce 1979 v ní vymyslel nový model diskety, 5,25 palcový (ST-506), který se stal standardem pro celou dekádu, než ho vytlačila 3,5 palcová disketa vyvinutá firmou Sony.